# Lexus SC
La SC è un'autovettura coupé prodotta dalla casa nipponica Lexus dal 1991 al 2010. Dalla seconda serie del 2001 è stata resa disponibile invece in versione Coupé-Cabriolet. Sul mercato interno giapponese è stata venduta come Toyota Soarer.

## Storia

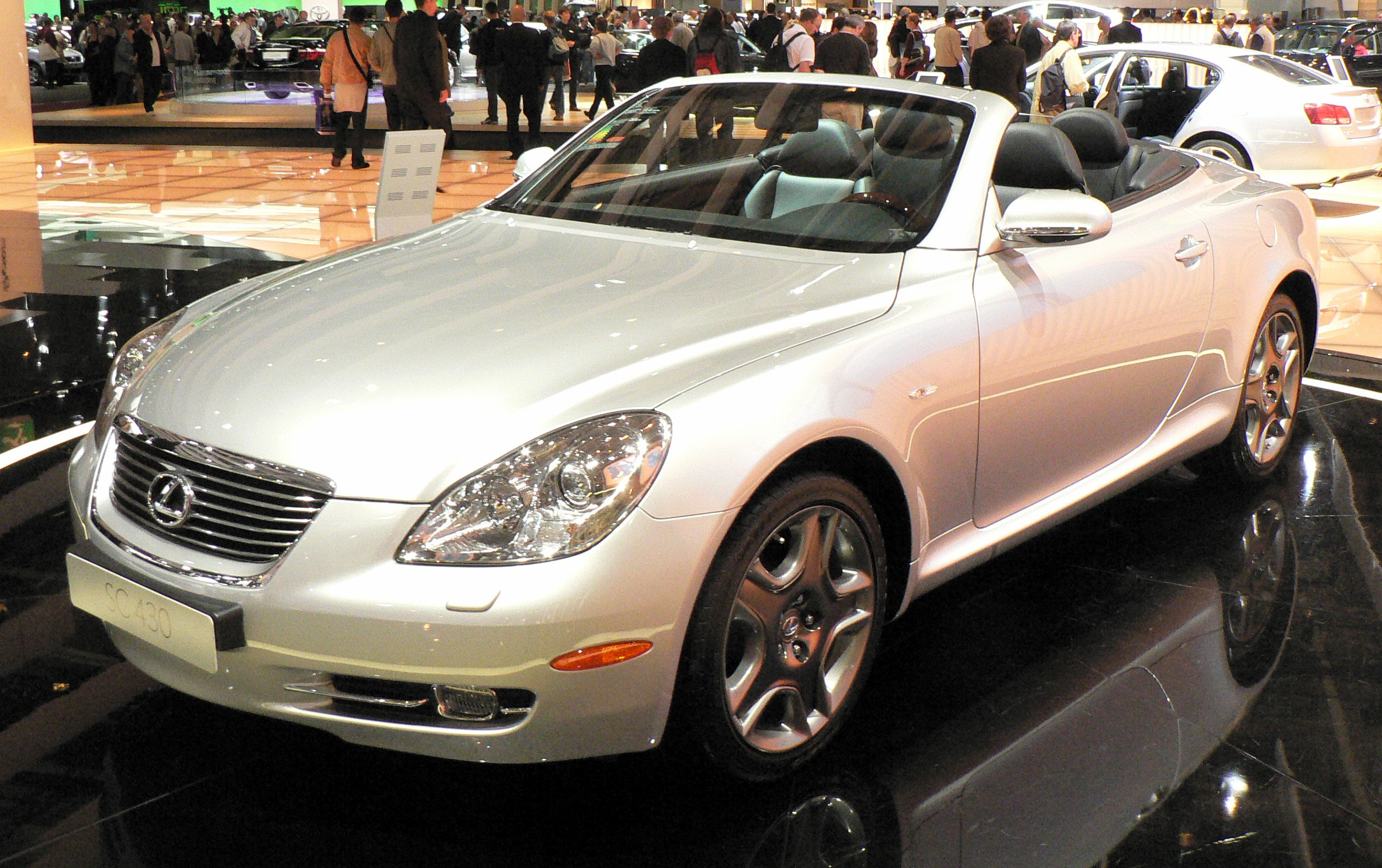
Lexus SC seconda serie in versione aperta

Il veicolo è dotato di un motore anteriore, trazione posteriore e posti a sedere per un massimo di quattro passeggeri.
La prima generazione SC ha debuttato con il motore V8 SC 400 nel 1991, e il motore in linea 6 cilindri SC 300 è stato aggiunto nel 1992. I modelli della prima serie sono stati prodotti fino al 2000.
Il modello di seconda generazione, la SC 430,è entrato in produzione nel 2001. La SC 430 presenta un tettuccio rigido a scomparsa e un motore V8.
La prima generazione di SC è stata progettata in California a Calty, mentre la seconda serie di SC è stata principalmente concepita in alcuni studi di design in Europa.

## Motorizzazioni
| Modello | Disponibilità | Motore                       | Potenza | Coppia massima         |
| SC 400  | 1991 - 1995   | 8 cilindri a V, Benzina      | 250 CV  | 350 N·m @4400 giri/min |
| SC 400  | 1996 - 1997   | 8 cilindri a V, Benzina      | 260 CV  | 370 N·m @4800 giri/min |
| SC 400  | 1998 - 2001   | 8 cilindri a V, Benzina      | 290 CV  | 410 N·m @4000 giri/min |
| SC 300  | 1992 - 1997   | 6 cilindri in linea, Benzina | 225 CV  | 280 N·m @4800 giri/min |
| SC 300  | 1998 - 2001   | 6 cilindri in linea, Benzina | 225 CV  | 300 N·m @4000 giri/min |
| SC 430  | 2002 - 2005   | 8 cilindri a V, Benzina      | 300 CV  | 441 N·m @3400 giri/min |
| SC 430  | 2006 - 2010   | 8 cilindri a V, Benzina      | 288 CV  | 430 N·m @3400 giri/min |